# Libertas Pallacanestro Forlì
La Libertas Pallacanestro Forlì è stata la principale squadra di pallacanestro della città di Forlì dal 1946 fino allo scioglimento del maggio 1999. Ha partecipato per 25 anni consecutivi a 10 stagioni in A1 e 15 in A2.

## Storia

### Fondazione
Fondata nel 1946 con il nome Unione Sportiva Juventus Pallacanestro prese poi successivamente il nome Libertas.
La stagione 1950-51 fu l'ultima con il nome Juventus.
Negli anni 50, vede la compagine forlivese disputare i campionati di serie C, perdendo lo spareggio promozione in B nella stagione 52/53.
Durante la stagione 56/57 la squadra ricopre un ruolo importante e lotta per la promozione con la Zandonai Pesaro, ma la sconfitta a Macerata nella penultima giornata di campionato spegne i sogni promozione.
La stagione successiva la formazione forlivese fa richiesta per partecipare al campionato di serie B, (la terza serie dietro la "prima serie" e la "serie A") ma non viene accolta con la motivazione " la squadra difficilmente potrebbe essere preparata sul piano tecnico".
In serie C la Libertas potrà contare su elementi nuovi molto giovani e di indiscusso valore, con un bagaglio tecnico molto elevato per aver partecipato a diversi campionati juniores.

### 1959: finalmente la Serie B
La struttura della squadra nel campionato 1958/59 ricalca quella dell'anno precedente, ma c'è una stagione d'esperienza in più e un Guerrieri al timone dalla prima giornata e a fine campionato la Libertas fu promossa in serie B per la prima volta nella sua breve storia.
C'è il timore che la formazione non sia sufficientemente competitiva per conquistare la permanenza nella nuova serie, e per il campionato 1959/60 si tenta di riportare a Forlì gli ex fulgorini Benzoni e De fanti.
Arriverà solo Benzoni e la formazione era la seguente: Benzoni, Antoniazzi, Bonaguri, Gardelli, Guerrieri, Landi, Raggi, Ruffilli, Ugolini.
Quel campionato che si pensava all'inizio fosse duro e di lottare per non retrocedere, vede per gran parte della stagione la Libertas in testa alla classifica ma i sogni di gloria svanirono a fine torneo con la vittoria della Virtus Imola.
Gli anni successivi permisero alla formazione romagnola di fare dei discreti campionati fino a quando nella stagione 66/67 targata "Becchi Forlì" vinsero il campionato e furono promossi in Sere A.
Questa la formazione vincitrice così come la presenta "I Giganti" nell'aprile del 1967: Zagnoli 1946, 190; Berlati 1940, 189; Plotegher 1943, 194; D'Amico 1948, 202; Nardi 1938, 193; Capelli 1948, 188; Tesoro 1945, 180; De Fanti 1940, 178.

### Serie A toccata e fuga (1967)
L'allenatore è Ranuzzi, arrivano l'ala Francesco Ovi e i pivot Rossi e Pinasco, mentre lo straniero è la guardia italo-americana Tony Gennari già in forza alla Ignis Varese.
Confermati Conti, Tesoro, De Fanti, Marisi, Nardi e Zagnoli. "sarà difficile salvarsi - dichiara Ranuzzi - ma puntiamo al decimo posto".
È vero, non sarà uno squadrone, ma tutti i ruoli sono coperti e qualche buon risultato sembra possibile da ottenere.
Il debutto in serie A è traumatizzante e al "Villa Romiti" l'avversaria è una certa Simmenthal Milano e il risultato finale è 56-100.
Nelle due gare successive i giocatori forlivesi segnano 56 e 54 punti, una vera miseria. La squadra si muove male e i risultati non arrivano Ranuzzi si dimette, a due giornate dal termine si decide chi accompagnerà la Fargas Livorno in B.
Forlì perde di pochi punti a Napoli contro la fortissima Ignis Sud, dopo aver visto nell'anticipo televisivo la rivale Fortitudo Eldorado battere incredibilmente la ben più quotata Virtus Candy nel derby bolognese, decretando la matematica retrocessione della squadra romagnola in B.
I successivi campionati di B, vedono la compagine forlivese ai nastri di partenza sempre pronta per raggiungere la promozione ma ogni campionato diventa sempre amaro fino a quando nella stagione 1973/74 l'allora "Brina" seconda nella stagione regolare viene ripescata nell'estate del '74 grazie alla nascita della serie A2 con l'allargamento dei campionati professionistici.

### La Jollycolombani

La rosa della Jollycolombani Forlì per la stagione 1977-1978

Dopo sei anni si torna a respirare aria di serie A, anche se per il momento ci si deve accontentare della A2.
Arriva lo sponsor quel "jollycolombani" che legherà per tanti anni il proprio marchio alle più belle emozioni del basket forlivese.
Poi il nodo dell'americano, alla fine arriva sotto San Mercuriale Steve Mitchell, torre riccioluta di 208 cm anche su consiglio di Dan Peterson.
Renzo Paganelli confermato in panchina mentre ci sono molte richieste per il "cecchino" Marisi e il giovane Fabris, ma per tutti e due c'è il coraggioso veto societario dell'incedibilità.
A rinforzare la rosa arrivano Zonta e il nazionale militare Morettuzzo.
L'A2 è un'incognita e i dirigenti non si sbilanciano "partiamo per salvarci" dichiarano scaramanticamente.
Alla fine della stagione saranno superate in classifica Torino, Roma, Chieti, Pesaro e Brescia che "i Giganti del basket" avevano indicato come le squadre più quotate assieme a Forlì.
La Jolly che è l'immagine della compattezza, domina la A2 e molla, ma solo un poco, a promozione già acquisita: 14 vittorie e 4 sconfitte. Marisi è il giocatore principe 35 punti contro Brindisi e 37 contro Roma, Mitchell il miglior rimbalzista con 16 di media. la festa promozione fu un carosello in Piazza Saffi.
La stagione successiva vede la Libertas per la prima volta nella massima serie italiana ovvero l'allora serie A1 la formazione di quella stagione era di tutto rispetto: Albonico, Bariviera, Celli, Dal Seno, Fabris, Lasi, Marisi, Mitchell, Morettuzzo, Rosetti, Zonta. L'allenatore per quella stagione era il giovanissimo Denis Ozer di soli 28 anni, affiancato da Paganelli in qualità di direttore tecnico. Il campionato terminò con un sontuoso 7 posto e la poule scudetto saltò per un solo canestro ma Forlì mantenne la permanenza in A1.
Il campionato 76/77 sancì la retrocessione in A2 della formazione forlivese che dopo una sciagurata stagione regolare con solo 6 vittorie all'attivo e un girone di salvezza di basso livello arrivando al quinto posto.
Dopo un campionato anonimo nel 77/78, la stagione successiva Forlì lotta al vertice arrivando al secondo posto dietro Mestre ed è nuovamente promossa in A1. In quella stagione facevano parte della rosa giocatori del calibro di Rod Griffin, Alvin Carlson, Maurizio Lasi e Silvano Dal Seno.
Il secondo campionato di A1 del 79/80 vede una rivoluzione nella squadra rimangono in squadra solo quattro elementi della promozione, Cordella, Solfrizzi, Zonta e Dal Seno. Arrivano nel capoluogo romagnolo Franceschini, Dolfi, Hackett e il ritorno di Kim Anderson, sono del gruppo anche Mattiacci, Abbondanza e Gherardini. In quella stagione la "Jolly" entra nei play off grazie all'ottavo posto conseguito in campionato, viene poi successivamente eliminata dalla Billy Milano per 2 gare a una.

### Gli anni '80
La terza stagione di serie A1 vede il ritorno di Griffin che l'anno prima era fuggito per tentare la carriera in NBA. Forlì arriva ottava in campionato mantenendo la categoria per il terzo anno consecutivo.
Il campionato 81/82 vede l'innesto dell'americano Marc Iavaroni, l'inizio di campionato è fulminante, dopo 8 giornate Forlì capeggia la classifica con 14 punti e neanche una sconfitta interna. Il Villa Romiti fatica a contenere la massa di sportivi accorsi al richiamo dell'esaltante fenomeno. La stampa nazionale si sbilancia indicando addirittura Forlì come la "nuova capitale del basket". Da quel momento l'allora "Recoaro" inizia ad inanellare una serie impressionante di sconfitte che la fanno scivolare in fondo alla classifica. Il terzultimo posto consente ancora di disputare gli spareggi per la permanenza in A1 ma la sconfitta di un punto in casa (80-81) e quella più pesante a Trieste (74-68) sentenziano l'amaro verdetto: A2.
L'annata successiva in A2 Forlì chiude al quarto posto con 40 punti ed è ancora promozione in A1 per poi perdere i play off scudetto contro la Sinudyne Bologna, ma che importa l'importante era tornare subito nell'élite del basket.
La stagione dell'ennesimo ritorno in A1 la Libertas targata "Latini" raggiunge appena il 14 posto con solo 9 vittorie e retrocede nuovamente in A2.
La stagione 84/85 vede l'arrivo tra le proprie file del "Toro" Mark Landsberger la squadra disputa un discreto campionato classificandosi al sesto posto.
L'annata 85/86 ritorna sulle maglie forlivesi lo storico sponsor "jollycolombani" viene allestita una squadra da promozione ma alla fine fu una stagione disastrosa con 12 vittorie e ben 18 sconfitte, Forlì si salvò dalla retrocessione per il rotto della cuffia.
Il campionato 86/87 Forlì saluta Rod Griffin e al suo posto arriva Kevin Restani la squadra arriva ancora all'ottavo posto.
In quella stagione c'è l'inaugurazione ed il trasferimento per le partite interne al nuovo palazzo dello sport PalaGalassi il 29 marzo 1987 la Gazzetta dello Sport cita: "un complesso architettonico raro nell'intero paese ed unico, per le sue caratteristiche".
La stagione 87/88 è quella della grande rivoluzione partono: Lardo, Lamperti, Ferro, Malcangi e Restani, arrivano oltre a coach Cesare Pancotto, Boselli, Fumagalli, Singleton, Sala e Ceccarelli ma il campionato è dominato dalla Fortitudo Bologna e Reggio Emilia e alle altre resta solo che guardare. La Libertas comunque chiude al quinto posto.
Un'altra stagione amara nel campionato 88/89 dove la formazione allenata da Pancotto chiude la stagione regolare al dodicesimo posto.

### Jolly in A1 si va
Dopo le ultime due deludenti stagioni a Forlì approda Virginio Bernardi come allenatore, confermato John Fox gli viene affiancato il centrone canadese di 212 cm Mike Smrek ex NBA, arrivano alla corte di Bernardi anche Marco Bonamico, Luigi Mentasti, Giarletti e Pezzin. La formazione rispetto all'anno precedente appare decisamente più esperta e la panchina qualitativamente più "lunga". I Presupposti per il salto in A1 ci sono tutti anche se le squadre accreditate sono numerose.
La stagione regolare è altalenante dove Forlì chiude solamente al nono posto ma nei playout promozione la Jolly diventa un rullo, batte in casa Bologna, poi Pistoia, Fabriano e Livorno, in trasferta perde a Firenze e Livorno ma vince di nuovo contro Bologna e Pistoia guadagnando la cima della classifica.
Nella penultima giornata del girone "giallo" c'è la trasferta a Fabriano e da Forlì "emigra" un seguito di 1000 tifosi indiavolati. Quei mille avranno la fortuna di essere presenti all'evento atteso ben sei anni. L'ultima bomba di Ceccarelli (6 su 6 quella sera) inchioda il risultato finale sul 79-92 per Forlì. Tutti i giocatori corrono ai piedi della tribuna biancorossa per unirsi ai tifosi in delirio. È A1.

### Gli anni '90

Bob McAdoo al tiro per la Filanto Forlì nel 1990

A Forlì dopo la promozione arriva Bob McAdoo ex stella NBA, e il nuovo sponsor "Filanto", la stagione del ritorno in A1 per la squadra romagnola è sinonimo di salvezza e la stagione regolare si chiude al tredicesimo posto per poi arrivare al secondo posto nei playout salvezza con la permanenza in A1. La stagione 91/92, dopo un discreto inizio di campionato con 3 vittorie nelle prime 5 partite, la vede poi crollare con sette sconfitte consecutive all'ultimo posto e da lì non riesce più a schiodarsi fino alla retrocessione finale.
Il campionato 92/93 vede la rivoluzione societaria e l'ingresso di Giorgio Corbelli alla presidenza con il suo sponsor Telemarket.
La panchina viene nuovamente affindata al coach forlimpopolese Piero Pasini, gli americani sono Rob Lock e Darryl Dawkins, la squadra sembra in grado di lottare per i primi posti ma alla fine chiude solamente settima e nei playout promozione non riesce ad imporsi arrivando solamente quarta e mantenendo solamente la categoria.
L'annata successiva è sulla stessa lunghezza di quella precedente, Dawkins viene confermato e al suo fianco viene ingaggiato Johnny Rogers, ma la squadra veleggia a metà classifica, viene esonerato anche Pasini ma la stagione si chiude nuovamente con una delusione. Dopo aver raggiunto il sesto posto in stagione i playout promozione si chiudono al terzo posto e si rimane ancora in A2.

### Olitalia Forlì: l'ultima gioia
L'ennesimo terremoto cestistico forlivese avviene nell'estate del 1994 quando Angelo Rovati patron della Virtus Roma e Corbelli si scambiano le società.
"tre anni per andare in A1 e restarci" queste le parole di Rovati alla presentazione della nuova società.
Gli unici superstiti della passata stagione sono Massimiliano Di Santo e Francesco Berlati, lo scambio porta a Forlì giocatori interessanti quali Antinori, Casprini, Cavallari, Focardi, Moltedo, Monti, e le stelle Attruia e Niccolai.
Lo straniero, l'unico permesso in A2 da quella stagione è A.J. English seconda scelta di Washington.
Il precampionato inizia senza Niccolai, messo fuori squadra da Rovati per contrasti nati, a quanto sembra, da una sfumata cessione in A1 del giocatore, per certi contatti falliti con i Sacramento Kings e qualche dichiarazione poco apprezzata dal presidente. Ma successivamente le cose si mettono a posto e la forte guardia si aggrega al gruppo.
La partenza, con Attruia a letto con l'epatite, è traumatizzante: 97-96 a Padova e 78-79 al PalaGalassi con Cantù. Poi il ritorno del play, qualche vittoria e il derby perso a Rimini 74-67. Ancora un paio di vittorie e poi una incredibile sconfitta a Pavia con l'ultima in classifica ancora a quota zero. English vola in NBA e dopo svariati nomi approda a Forlì Kenny Williams accompagnato da due personaggi di colore: uno magrissimo alto 2 metri e uno basso e grasso che viene spacciato come suo preparatore atletico personale. Molte voci dicono che Williams si "dimentichi" di pagare Taxi e negozi, che ami giocare al casinò e che frequenti con assiduità e fino a tarda notte le discoteche della riviera. Ma in campo....
Al 31 dicembre 1994 la classifica presenta 4 squadre a pari punti a quota 22 con Forlì insieme a Caserta, Aresium Milano e Rimini, poi una serie di sconfitte e il secondo derby con Rimini perso. Niccolai viene nuovamente messo fuori squadra.
Ad inizio febbraio si dimette l'allenatore Stefano Michelini. A quel punto sembra che la stagione stia per andare nel peggiore dei modi, il sostituto dopo tanti nomi fatti è di promuovere il vice Phil Melillo a primo coach, anche se ufficialmente non avendo la tessera da allenatore, il primo coach è Mario Santarelli. L'Olitalia incomincia a macinare vittorie e chiude il ruolino delle ultime 12 partite con un bottino di 10 vinte e solo 2 perse.
Chiudendo al 4º posto in campionato Forlì accede di diritto alle semifinali dove incontrerà una delle formazioni più quotate cioè Caserta. Il primo match di semifinale contro Caserta è vittorioso per (83-81) nella seconda sfida Caserta affonda i biancorossi per (84-66) la paura inizia a farsi sentire ma la terza sfida al PalaGalassi vede la vittoria dei padroni di casa con un perentorio (92-74), si va al quarto match che può chiudere la serie in favore dei romagnoli ancora a Caserta dove i forlivesi vincono ancora nettamente per (76-89).
Forlì è in finale contro la TeamSystem Rimini di Carlton Myers che in stagione regolare l'aveva già battuta 2 volte.
I pronostici sono tutti in favore dei "granchi" ma il primo match al Flaminio si chiude in favore della Libertas dopo un supplementare per (85-89).
Il secondo match si gioca in un PalaGalassi strapieno e la squadra di casa vince il match per (72-60), si va a gara 3 con Forlì in vantaggio per 2-0, Rimini non ci sta e gioca la partita col coltello tra i denti, il match viaggia punto a punto, Myers si annulla da solo, dall'altra sponda ci pensa Niccolai a portare la Libertas in paradiso, a 10 secondi dal termine con la propria squadra sotto di 2 punti, riceve la rimessa, passa la metà campo e marcato dall'uomo spara la bomba da 7 metri che entra e fa esplodere la gioia di un mare di forlivesi. La Libertas dopo 3 anni torna nuovamente in A1 e al primo anno di gestione Rovati.

### Olitalia 1995/96
Per l'inizio della nuova A1 nella stagione sportiva 95/96 il presidente Rovati mantiene la politica di credere nei giocatori coi quali ha raggiunto la promozione. Lo sforzo economico maggiore viene fatto per non cedere Niccolai, mentre per coprire la partenza del "milite" Antinori viene acquistato Giacomo Zatti e il giovanissimo Paolo Berdini. Casprini e Cavallari fanno le valigie, Williams fugge e ad affiancare il nuovo americano Brent Scott arriva un altro pivot James Bryson.
L'inizio di campionato non è male, sconfitta onorevole contro la Stefanel Milano alla prima e vittoria in casa contro la Benetton Treviso per 96-76, dopo otto giornate la Libertas si trova penultima con solo 2 vittorie e si cerca di cambiare qualcosa tagliando Bryson che ha deluso le attese e a metà novembre c'è il ritorno di Williams osannato dal pubblico.
Al termine del girone di andata Forlì è dodicesima con 4 punti di vantaggio sulla zona retrocessione ma con sole 4 vittorie. Ma nel girone di ritorno cambia la musica, dopo aver perso ancora in casa contro Milano, arriva un filotto di 4 vittorie consecutive vincendo in trasferta a Treviso e Reggio Calabria e in casa contro Siena e Pistoia. A sole 2 giornate dal termine alla Libertas basta una vittoria per accedere ai playoff scudetto ma accade l'impensabile. Già orfana di Niccolai infortunatosi a fine febbraio si va a Roma e si lotta fino alla fine ma a vincere saranno i laziali, poco male basta vincere in casa l'ultima contro la già retrocessa Trieste e si spalancano le porte per i playoff. Dopo il primo tempo sembra che la partita sia in pieno controllo per i romagnoli sopra nel punteggio 40-32 ma qualcosa si blocca e Trieste sgambetta l'Olitalia all'ultimo tiro vincendo per 85-86 con l'incredulo pubblico del PalaGalassi che non capisce cosa sia successo. Si chiude la stagione comunque positiva all'undicesimo posto con la permanenza in A1 per l'anno successivo che vedrà cambiare drasticamente tutti gli sport a causa della sentenza Bosman.

### Il nuovo declino
Terminata una buona stagione, nell'estate del 1996 i tifosi forlivesi pensano di poter assistere a un netto miglioramento della squadra e di tenersi stretta le sue stelle, ma l'inimmaginabile succede nuovamente.
A seguito della sentenza Bosman partono nell'ordine, Niccolai a Treviso, Attruia all'AEK Atene, Moltedo all'Iraklis, Scott agli Indiana Pacers, Williams non viene confermato, Zatti termina la carriera, la squadra è nuovamente smantellata.
Restano in squadra Monti, Focardi, Di Santo, il giovane Berdini e rientra dall'annata militare Antinori, la squadra viene costruita con giocatori in prestito quali Franco Ferroni dalla Fortitudo Bologna, Renzo Semprini da Rimini, a completare la squadra arriva lo svincolato Maurizio Ragazzi, i nuovi americani saranno ad inizio campionato la guardia Gerrod Abram che si infortunerà quasi subito e dara il via a tantissimi cambi in corsa quali gli arrivi di Greg Grant, Dwayne Whitfield e il terzo ritorno di Williams, mentre il secondo americano era l'ex stella NBA Manute Bol che misurava ben 232 cm, ma fu tagliato dopo solo 2 partite. Viste le nuove regole della sentenza Bosman arrivano anche 2 greci tali Maslarinos e Dreliozis a completare la squadra.
I tifosi increduli da questo ennesimo smantellamento sono sfiduciati fin dal principio e infatti la squadra parte malissimo perdendo subito nettamente in trasferta a Milano e in casa con Verona, la prima vittoria arriva contro Trieste alla terza giornata ma è un fuoco di paglia, si infortuna Abram e arrivano una serie incredibile di sconfitte 9 di fila che relegano l'allora Carne Montana all'ultimo posto. A cavallo dell'ultima di andata fino alla terza di ritorno una sfuriata fa vincere 3 partite su 4 alla Libertas per poi ripiombare in altre 9 sconfitte consecutive, solamente all'ultima giornata torna la vittoria ma contro quella Trieste che anch'essa era già retrocessa.

### Le ultime due stagioni in A2 e la cessione del diritto sportivo
Dopo la cocente retrocessione Rovati decide di vendere a una cordata presidiata da un certo Piero Paganelli; si tenta di costruire una squadra per lottare almeno per un posto nei playoff senza troppe ambizioni.
Gli unici superstiti nuovamente sono l'allenatore Stefano Pillastrini, Di Santo e Antinori, arrivano a completare il roster, Domenico Morena, il giovane Matteo Malaventura, il ritorno di John Fox, Andrea Dallamora e Alberto Barbieri dalla Fortitudo Bologna in prestito, Raffaele Pasquato e il secondo americano James Brewer completeranno la squadra a stagione in corso gli innesti di Matteo Panichi e della bandiera Corrado Fumagalli.
C'è molto scetticismo nella squadra e le presenze a palazzo non sono molte, ma la squadra nonostante tutto disputa un discreto campionato, dopo una falsa partenza riesce ad inanellare una serie di 8 vittorie consecutive che la portano a terminare la stagione regolare al sesto posto e a partecipare ai playoff promozione dove viene sconfitta in semifinale da Gorizia con un netto 3-0.
L'anno successivo l'ultimo della storia della Libertas 1946 è di nuovo una rivoluzione restano in squadra solamente Antinori e Barbieri, a questi si aggiungono i vari Di Lorenzo, Dalla Libera, Benzi, Battistella un paio di giovani e i tre stranieri quali la super scoperta dell'allora giovanissimo direttore tecnico Nicola Alberani, Rodney Monroe che sarà di gran lunga uno dei migliori giocatori del campionato, il lungo Haris Mujezinović anche lui risulterà una delle migliori scoperte e ultimo ma non in ordine di importanza un giocatore che fece la storia dell'NBA e anche in Italia, tale Micheal Ray Richardson che nonostante l'età (aveva 43 anni) si dimostrò un lusso per la A2.
Come nella stagione precedente la squadra si mantiene sempre a centro classifica giocando alcune belle partite, a metà stagione l'infortunio di Di Lorenzo costringe la società ad intervenire sul mercato per il buco nel ruolo di playmaker e viene ingaggiato da Treviso in prestito Massimo Bulleri che negli anni a venire sarà in pianta stabile un giocatore della nazionale. Forlì chiude la stagione regolare come l'anno precedente al sesto posto per poi perdere nuovamente 3-0 ai playoff contro quella Livorno battuta già due volte in stagione regolare.
E qui si chiude una stagione ancora discretamente positiva, ma alcune voci a fine campionato dicono che la società non è in grado di proseguire il proprio cammino, lasciando lo sgomento nei tifosi che piano piano stavano tornando ad appassionarsi alle gesta di quella storica squadra.
Un giorno i forlivesi apprendono dalla stampa la notizia che Sassari, appena retrocessa in B1, ha acquistato i diritti sportivi della Libertas. A poco è servito un tentativo di alcune centinaia di tifosi di bloccare questa operazione, ma Paganelli aveva ormai concluso questa operazione cancellando 53 anni di storia del basket forlivese.

## Cronistoria
| Stagione  | Denominazione        | Serie | Posiz.  | Post-season                           | Coppa Italia                | Formazione |
| --------- | -------------------- | ----- | ------- | ------------------------------------- | --------------------------- | --- |
| 1998-1999 | Carne Montana Forlì  | A2    | 6 (14)  | semifinali play-off                   | elim. sedicesimi            | Federico Antinori, Alberto Barbieri, Ezio Battistella, Davide Benzi, Matteo Benzi, Fabrizio Brasini, Davide Brighina, Massimo Bulleri, Giovanni Dalla Libera, Giampaolo Di Lorenzo, Pablo Martinez, Rodney Monroe, Haris Mujezinović, Micheal Ray Richardson. Giocatori svincolati o trasferiti: Alex Bergamini, Roberto Fazzi, Fabio Nardone. Allenatore: Renato Pasquali.     |
| 1997-1998 | Carne Montana Forlì  | A2    | 6 (13)  | semifinali play-off                   | elim. sedicesimi            | Federico Antinori, Alberto Barbieri, James Brewer, Andrea Dallamora, Massimiliano Di Santo, John Fox, Corrado Fumagalli, Matteo Malaventura, Domenico Morena, Raffaele Pasquato. Giocatori svincolati o trasferiti: Francesco Amoroso, Vincenzo Vivis, Matteo Panichi, Marisi Riccardo. Allenatore: Stefano Pillastrini.                                                        |
| 1996-1997 | Carne Montana Forlì  | A1    | 14 (14) | retrocessa in A2                      | elim. sedicesimi            | Gerrod Abram, Federico Antinori, Paolo Berdini, Makīs Dreliōzīs, Franco Ferroni, Giovanni Focardi, George Maslarinos, Massimiliano Monti, Maurizio Ragazzi, Renzo Semprini Giocatori svincolati o trasferiti: Kenny Williams, Gregory Grant, Lorenzo Zanni, Dwayne Whitfield, Francesco Lucchi, Manute Bol. Allenatore: Stefano Pillastrini, Massimo Mangano (fino 12/11/1996). |
| 1995-1996 | Olitalia Forlì       | A1    | 11 (14) | -                                     | elim. ottavi                | Stefano Attruia, Paolo Berdini, Claudio Capone, Massimiliano Di Santo, Giovanni Focardi, Juan Manuel Moltedo, Massimiliano Monti, Andrea Niccolai, Brent Scott, Kenny Williams, Giacomo Zatti. Giocatori svincolati o trasferiti: James Bryson. Allenatore: Phil Melillo. |
| 1994-1995 | Olitalia Forlì       | A2    | 4 (16)  | promossa in A1                        | elim. ottavi                | Federico Antinori, Stefano Attruia, Francesco Berlati, Riccardo Casprini, Roberto Cavallari, A.J. English, Massimiliano Di Santo, Giovanni Focardi, Andrea Niccolai, Massimiliano Monti, Juan Manuel Moltedo, Kenny Williams. Allenatore: Stefano Michelini (sostituito), Phil Melillo.                                                                                         |
| 1993-1994 | Telemarket Forlì     | A2    | 6 (16)  | play-out Verde - 3º                   | elim. ottavi                | Francesco Berlati, Claudio Capone, Darryl Dawkins, Massimiliano Di Santo, Francesco Mazzoni, Paolo Monzecchi, Johnny Rogers, Giovanni Sabbia, Renzo Vecchiato, Andrea Zatti. Giocatori svincolati o trasferiti: Riccardo Marisi, Marco Baldini. Allenatore: Piero Millina, Piero Pasini (fino al 08/03/1994).                                                                   |
| 1992-1993 | Telemarket Forlì     | A2    | 7 (16)  | play-out Verde - 4º                   | elim. sedicesimi            | Claudio Bonaccorsi, Marcello Casadei, Davide Ceccarelli, Andrea Cessel, Darryl Dawkins, Massimiliano Di Santo, Rob Lock, Francesco Mazzoni, Franco Rossi, Renzo Vecchiato. Giocatori svincolati o trasferiti: Federico Manucci, Marco Gaiotti. Allenatore: Piero Pasini. |
| 1991-1992 | Filanto Forlì        | A1    | 16 (16) | retrocessa in A2                      | elim. sedicesimi            | Marco Bonamico, Marcello Casadei, Davide Ceccarelli, Massimo Codevilla, David Corzine, Massimiliano Di Santo, Corrado Fumagalli, Bob McAdoo, Luigi Mentasti. Giocatori svincolati o trasferiti: Davide Ceccarelli, Davide Ceccarelli, Marco Bonamico, Corrado Fumagalli, Bob McAdoo, Mike Higgins. Allenatore: LorisGiovannetti, Franco Casalini (fino 03/12/1991).             |
| 1990-1991 | Filanto Forlì        | A1    | 13 (16) | play-out Giallo - 2º                  | elim. ottavi                | Randy Allen, Marco Bonamico, Davide Ceccarelli, Massimo Codevilla, Massimiliano Di Santo, John Fox, Corrado Fumagalli, Andrea Gnecchi, Bob McAdoo, Luigi Mentasti. |
| 1989-1990 | Jollycolombani Forlì | A2    | 9 (16)  | play-out Giallo - 2º - promossa in A1 | quarti di finale            | Marco Bonamico, Davide Ceccarelli, Fabrizio Cecchetti, Luca Cimatti, John Fox, Corrado Fumagalli, Dean Garrett, Giancarlo Giarletti, Luigi Mentasti, Stefano Pezzin. Giocatori svincolati o trasferiti: Alessandro Vitali, Marcello Casadei, Alessio Donnini, Alberto Colombo, Silvino Fusati, Mike Smrek. Allenatore: Virginio Bernardi.                                       |
| 1988-1989 | Jollycolombani Forlì | A2    | 12 (16) | -                                     | elim. sedicesimi            | Lauro Bon, Luciano Bosio, Davide Ceccarelli, Fabrizio Cecchetti, John Fox, Corrado Fumagalli, Silvino Fusati, Kenny Gattison, Antonio Sala, Alessandro Vitali. Giocatori svincolati o trasferiti: Alberto Colombo, Marcello Casadei, Greg Ballard, Alessandro Biffi, Ernst Wansley. Allenatore: Cesare Pancotto.                                                                |
| 1987-1988 | Jollycolombani Forlì | A2    | 5 (16)  | play-out Verde - 5º                   | quarti di finale            | Lauro Bon, Franco Boselli, Marcello Casadei, Davide Ceccarelli, Gabriele Fabbri, Corrado Fumagalli, Silvino Fusati, Andrea Iurich, Antonio Sala, George Singleton. Giocatori svincolati o trasferiti: John Ebeling, Alessandro Vitali, Bobby Cattage, Mark Landsberger, Fabrizio Emiliani. Allenatore: Cesare Pancotto.                                                         |
| 1986-1987 | Jollycolombani Forlì | A2    | 8 (16)  | play-out Giallo - 6º                  | ?                           | Raimondo Visani, Vincenzo Nunzi, Umberto Malcangi, Lino Lardo, Marco Lamperti, Andrea Iurich, Maurizio Ferro, Fabrizio Emiliani, Marcello Casadei, Lauro Bon, Alessandro Biffi, Kevin Restani, Mark Landsberger. Allenatore: Piero Pasini. |
| 1985-1986 | Jollycolombani Forlì | A2    | 12 (16) | -                                     | ?                           | Raimondo Visani, Vincenzo Nunzi, Umberto Malcangi, Lino Lardo, Andrea Iurich, Maurizio Ferro, Fabrizio Emiliani, Lauro Bon, Leonardo Sonaglia, Rod Griffin, Mark Landsberger, Chris Engler, Anthony Teachey, Fabio Colombo, Domenico Matassini. Allenatore: Ezio Cardaioli. |
| 1984-1985 | Latini Forlì         | A2    | 6 (16)  | -                                     | ?                           | Stefano Valli, Rodolfo Valenti, Leonardo Sonaglia, Luca Silvestrin, Davide Neri, Umberto Malcangi, Lino Lardo, Antonio Francescatto, Stefano Colombo, Alberto Castori, Mark Landsberger, Rod Griffin. Allenatore: Ezio Cardaioli. |
| 1983-1984 | Latini Forlì         | A1    | 14 (16) | retrocessa in A2                      | ?                           | |
| 1982-1983 | Acquabrillante Forlì | A2    | 4 (16)  | promossa in A1                        | ?                           | |
| 1981-1982 | Recoaro Forlì        | A1    | 12 (14) | retrocessa in A2 (spareggio)          | ?                           | |
| 1980-1981 | Recoaro Forlì        | A1    | 8 (14)  | ottavi play-off                       | ?                           | |
| 1979-1980 | Jollycolombani Forlì | A1    | 8 (14)  | quarti play-off                       | ?                           | |
| 1978-1979 | Jollycolombani Forlì | A2    | 2 (14)  | promossa in A1                        | ?                           | |
| 1977-1978 | Jollycolombani Forlì | A2    | 7 (12)  | play-out B - 5º                       | ?                           | |
| 1976-1977 | Jollycolombani Forlì | A1    | 10 (12) | play-out A - 5º - retrocessa in A2    | ?                           | |
| 1975-1976 | Jollycolombani Forlì | A1    | 7 (12)  | play-out A - 1º                       | ?                           | |
| 1974-1975 | Jollycolombani Forlì | A2    | 1 (10)  | poule scudetto - 8º - promossa in A1  | ?                           | |
| 1973-1974 | Brina Forlì          | B     | 2 (12)  | accede alla nuova Serie A2            | Girone finale - 4º          | Allenatore: Renzo Paganelli. |
| 1972-1973 | Libertas Forlì       | B     | 3 (14)  | -                                     | Non accede al Girone finale | Allenatore: Renzo Paganelli. |
| 1971-1972 | Libertas Forlì       | B     | 6 (12)  | -                                     | Non ci sono play-off        | Allenatore: Renzo Ranuzzi. |
| 1970-1971 | Libertas Forlì       | B     | 6 (12)  | -                                     | Non ci sono play-off        | Allenatore: Renzo Ranuzzi. |
| 1969-1970 | Iris Forlì           | B     | 2 (12)  | -                                     | Non ci sono play-off        | Allenatore: Mario De Sisti. |
| 1968-1969 | Becchi Forlì         | B     | 2 (12)  | -                                     | Non ci sono play-off        | Allenatore: Agide Fava. |
| 1967-1968 | Becchi Forlì         | A     | 11 (12) | retrocessa in B                       |                             | Allenatore: Renzo Ranuzzi. |
| 1966-1967 | Becchi Forlì         | B     | 1 (11)  | promossa in A                         | Prima del Girone            | Allenatore: Renzo Ranuzzi. |
| 1965-1966 | Becchi Forlì         | B     | 2 (10)  | -                                     | Non accede alle finali      | Allenatore: Renzo Ranuzzi. |

Non partecipò mai alle coppe europee.

## Presidenti e allenatori
- 1967-1976 - Gino Mattarelli
- 1976-1977 - Romano Tremonti
- 1977-1980 - Franco Canessa
- 1980-1982 - Ebro Bondi
- 1982-1992 - Achille Galassi
- 1992-1994 - Roberto Rozzi
- 1994-1997 - Angelo Rovati
- 1997-1999 - Sergio Mazzi

- 1967-1968 - Renzo Ranuzzi / Agide Fava
- 1968-1969 - Agide Fava
- 1969-1970 - Mario De Sisti
- 1970-1972 - Renzo Ranuzzi
- 1972-1975 - Renzo Paganelli
- 1975 - Gianni Zappi
- 1975-1976 - Denis Ozer
- 1976-1977 - Renzo Paganelli
- 1977-1978 - Gianfranco Lombardi / Rodolfo Perini
- 1978-1980 - Ezio Cardaioli
- 1980-1982 - Carlo Rinaldi / Riccardo Bocci
- 1982-1984 - Giancarlo Asteo
- 1984-1986 - Ezio Cardaioli
- 1986-1987 - Piero Pasini
- 1987-1989 - Cesare Pancotto
- 1989-1991 - Virginio Bernardi
- 1991-1992 - Franco Casalini / Loris Giovannetti
- 1992-1994 - Piero Pasini / Piero Millina
- 1994-1995 - Stefano Michelini / Phil Melillo
- 1995-1996 - Phil Melillo
- 1996 Massimo Mangano
- 1996-1998 - Stefano Pillastrini
- 1998-1999 - Renato Pasquali

## Sponsor
- 1946/1967 Unione Sportiva Juventus
- 1967/1969 Becchi
- 1969/1970 Iris
- 1970/1973 Libertas
- 1973/1974 Brina
- 1974/1980 Jolly Colombani
- 1980/1982 Recoaro
- 1982/1983 Acquabrillante
- 1983/1985 Latini
- 1985/1990 Jolly Colombani
- 1990/1992 Filanto
- 1992/1994 Telemarket
- 1994/1996 Olitalia
- 1996/1999 Carne Montana